# Banyuasih (Banyusari)
Banyuasih is een bestuurslaag in het regentschap Karawang van de provincie West-Java, Indonesië. Banyuasih telt 2737 inwoners (volkstelling 2010).